# Engenheiro Beltrão (kommun)
Engenheiro Beltrão är en kommun i Brasilien.   Den ligger i delstaten Paraná, i den södra delen av landet, 1 000 km sydväst om huvudstaden Brasília. Antalet invånare är 13 920.
Följande samhällen finns i Engenheiro Beltrão:
- Engenheiro Beltrão

Trakten runt Engenheiro Beltrão består till största delen av jordbruksmark. Runt Engenheiro Beltrão är det ganska glesbefolkat, med 22 invånare per kvadratkilometer.